# Philoponella lunaris
Philoponella lunaris är en spindelart som först beskrevs av Carl Ludwig Koch 1839.  Philoponella lunaris ingår i släktet Philoponella och familjen krusnätsspindlar. Inga underarter finns listade i Catalogue of Life.